# Del Andrews
Del Andrews, pseudonimo di Udell Endrows (St. Louis, 5 ottobre 1894 – Tonopah, 27 ottobre 1942), è stato un regista, sceneggiatore e montatore statunitense.
Nel 1930, fu candidato agli Oscar per la sceneggiatura di All'ovest niente di nuovo.

## Filmografia

### Regista
- The Hottentot, co-regia di James W. Horne (1922)
- The Judgment of the Storm (1924)
- The Galloping Fish (1924)
- Getting Going
- In the Knicker Time
- That Devil Quemado
- Collegiate (1926)
- The Yellow Back
- Bo's Guest
- A Hero on Horseback
- A Kick in the Dark
- The Ridin' Streak
- The Rawhide Kid
- The Wild West Show

### Sceneggiatore
- Il codardo (The Bronze Bell), regia di James W. Horne (1921)
- The Hottentot, regia di James W. Horne e Del Andrews (1922)
- The White Sin, regia di William A. Seiter (1924)
- His Forgotten Wife, regia di William A. Seiter  (1924)
- Lone Hand Saunders, regia di B. Reeves Eason (1926)
- The Yellow Back, regia di Del Andrews (1926)
- The Wild West Show
- The Racket, regia di Lewis Milestone (1928)
- All'ovest niente di nuovo (All Quiet on the Western Front), regia di Lewis Milestone (1930)
- Piccole donne (Little Women), regia di George Cukor (1933)
- The Outlaw Deputy, regia di Otto Brower (1935)

### Montatore
- Tradimento (Betrayal), regia di Lewis Milestone (1929)
- Gli eroi del deserto (Hell's Heroes), regia di William Wyler (1929)
- A che prezzo Hollywood? (What Price Hollywood?), regia di George Cukor (1932)